# Henry Danger
Henry Danger é uma série de televisão estadunidense sobre um super-herói indestrutível e seu ajudante, criada por  Dan Schneider e Dana Olsen, além dos diretores Nathan Kress e Steve Hoefer. foi protagonizada por Jace Norman como Henry Hart, Cooper Barnes como Capitão Man, Riele Downs como Charlotte, Sean Ryan Fox como Jasper, Michael D. Cohen como Schwoz Schwartz e Ella Anderson como Piper Hart. O primeiro episódio estreou 26 de julho de 2014 nos Estados Unidos. A série foi confirmada para 20 episódios. O restante da série estreou em 13 de setembro de 2014. No Brasil, o primeiro episódio estreou em 22 de janeiro de 2015 e o restante da série estreou em 23 de fevereiro de 2015. Em 18 de novembro de 2014, a série foi renovada para uma segunda temporada com 20 episódios e 1 especial no dia 16 de janeiro de 2015 no Nickelodeon. O restante da série estreou em 2 de março de 2015. No Brasil, a terceira temporada estreou dia 02 de novembro de 2016.
No Brasil, a série é transmitida pela Nickelodeon na televisão paga, enquanto o SBT transmite em televisão aberta de segunda a sábado. Em Portugal, a série é transmitida pela Nickelodeon Portugal. Em Angola e Moçambique, a série é transmitida pela DsTV Kids a partir de 5 de dezembro de 2016.
Entrou no catálogo da Netflix a partir de 30 de setembro de 2019.
A série foi finalizada em 21 de março de 2020. Já no Brasil, a série foi oficialmente finalizada em 27 de setembro de 2020. A série teve 128 episódios no total. 
A Nickelodeon criou uma série spin off chamada Danger Force (Força Danger), que durou 3 temporadas e teve como elenco principal Cooper Barnes como Capitão Man, Michael D. Cohen como Schwoz Schwartz e participações recorrentes de Jace Norman como Henry Hart.

## Enredo
Henry Hart (Jace Norman) é um menino de 13 anos que vive na cidade de Swellview. Ele consegue um emprego de meio período como Kid Danger, assistente do super-herói Capitão Man (Cooper Barnes). Capitão Man faz Henry jurar não contar a ninguém que é seu assistente secreto, assim ele tem que esconder o segredo de seu trabalho dos seus melhores amigos: Charlotte (Riele Downs) e Jasper (Sean Ryan Fox) e de seus pais e sua irmã mais nova Piper (Ella Anderson).

## Personagens e Elenco
| Personagem                   | Ator/Atriz             | Temporadas             | Temporadas             | Temporadas             | Temporadas             | Temporadas             |
| Personagem                   | Ator/Atriz             | 1ª (2014–2015)         | 2ª (2015–2016)         | 3ª (2016–2017)         | 4ª (2017–2018)         | 5ª (2018–2020)         |
| ---------------------------- | ---------------------- | ---------------------- | ---------------------- | ---------------------- | ---------------------- | ---------------------- |
| Henry Hart / Kid Danger      | Jace Norman            | Protagonista Principal | Protagonista Principal | Protagonista Principal | Protagonista Principal | Protagonista Principal |
| Ray Manchester / Capitão Man | Cooper Barnes          | Protagonista           | Protagonista           | Protagonista           | Protagonista           | Protagonista           |
| Charlotte Paige              | Riele Downs            | Protagonista           | Protagonista           | Protagonista           | Protagonista           | Protagonista           |
| Jasper Dunlop                | Sean Ryan Fox          | Co-Protagonista        | Co-Protagonista        | Co-Protagonista        | Co-Protagonista        | Co-Protagonista        |
| Piper Hart                   | Ella Anderson          | Co-Protagonista        | Co-Protagonista        | Co-Protagonista        | Co-Protagonista        | Co-Protagonista        |
| Schwoz Schwartz              | Michael D. Cohen       | Recorrente             | Recorrente             | Recorrente             | Recorrente             | Co-Protagonista        |
| Gooba Gooch                  | Ducan Bravo            | Recorrente             | Ausente                | Ausente                | Ausente                | Ausente                |
| Sr. Jake Hart                | Jeffrey Nicholas Brown | Recorrente             | Recorrente             | Recorrente             | Recorrente             | Recorrente             |
| Sra. Siren Hart              | Kelly Sullivan         | Recorrente             | Recorrente             | Recorrente             | Recorrente             | Recorrente             |

- Henry Hart / Kid Danger (Jace Norman): É um menino de 13 anos, que se torna o companheiro do Capitão Man. Ele é uma criança comum, com amigos incríveis e um trabalho após a escola (como super-herói "escada" Capitão Man). Ele prometeu ao Capitão Man não contar a ninguém que ele é o Kid Danger. Quando Henry é atingido, ao contrário do Capitão Man, ele sente dor, mas, graças a suas habilidades e gadgets, Kid Danger não tem nenhum problema, assim, ajudando Capitão Man em suas missões. Ele já ganhou indestrutibilidade uma vez, mas o efeito colateral, é que toda vez que ele ri, ele lançava chamas pela boca. No final ele volta ao normal, mas perde os poderes. Na terceira temporada, ele adquire a Hiper-Multilidade, que o faz ficar mais ágil e rápido. Porém, na quinta temporada, ele perde seus reflexos super rápidos ao salvar Swellview de um vírus de computador. Mais no final da série ele adquire um novo poder que é ativar um campo de força após a explosão da Arma Omega. Ele já se relacionou com várias garotas, tanto como Henry, quanto como Kid Danger.[9]
- Raymond "Ray" Manchester / Capitão Man (Cooper Barnes): Um super-herói que treina Henry. Há vinte e cinco anos, um cientista chamado Dr. Carl Manchester, mostrava aos seus súditos sua invenção chamada Trans-Molecular Densitizer que tornaria o vidro um material indestrutível. Foi o dia de "levar o seu filho ao trabalho", e nesse dia, Carl havia levado seu filho Raymond. Como o Dr. Manchester e seus colegas de trabalho saíram, Ray mexeu na invenção do pai, acidentalmente puxando a alavanca. Ray se torna um super-humano indestrutível, mas ainda pode sentir um pouco de dor por um curto período de tempo. Agora é um super-herói. Ele precisava de um ajudante, e então escolhe Henry. Ele possui uma personalidade muito forte, o que faz ele se estressar por qualquer coisa, principalmente no seu aniversário, porque não pôde viver a sua infância. Ele também é bem convencido e ousado, que não se importa de trapacear as vezes pra ganhar, especialmente nas apostas que faz com Henry.Ele é um personagem Autosexual (já que ele namorou ele mesmo no episódio Destemida Irmã Parte 2)
- Charlotte Paige (Riele Downs): Charlotte, a melhor amiga de Henry. Ela é sarcástica e super inteligente, sendo ótima em guardar um segredo. Ela é o lado sério do grupo, pois sempre coloca alguém do grupo, de volta a realidade. Ela e Henry são melhores amigos por muito tempo e, portanto, ela está perto o suficiente para sempre que ele precisar. Ela é uma grande fã do Capitão Man. No episódio "O Segredo é Revelado" ela descobre que Henry é Kid Danger. Seu sobrenome é revelado na quarta temporada.
- Jasper Dunlop (Sean Ryan Fox): Jasper é o melhor amigo de Henry desde a pré-escola, mas as vezes, Henry o acha completamente sem-noção, assim como todos. Ele é cheio de ideias, mas a maioria delas é péssima. Sempre acaba constrangendo  Charlotte e Henry, sempre fazendo perguntas completamente aleatórias. Também é um grande fã do Capitão Man. No episódio "Eu Sei o Seu Segredo", ele também descobre que Henry é o Kid Danger. Ninguém se importa muito com ele. Jasper diz que seus pais não gostam de "gente jovem". O sonho dele era conseguir dinheiro, para fazer uma cirurgia para redução de seus pés, que são muito grandes. Nas três primeiras temporadas, o cabelo de Jasper, era encaracolado, ele revelou que não são naturais. A partir da quarta temporada, ele aparece de cabelo liso.
- Piper Hart (Ella Anderson): Piper é uma menina mimada, egoísta, folgada, manipuladora e mandona, que acha que todos se importam consigo. Ela não gosta de seu irmão, Henry, e vive brigando com ele ou chantageando-o. Ela afirma que odeia a sua vida. Normalmente, ela pode ser encontrada reclamando com sua mãe e seu pai, sobre os problemas que está tendo com sua conta em uma rede social, não especificado, ou apenas sobre o telefone em geral. É muitas vezes vista gritando com Jasper ou planejando um plano para zoá-lo e enganá-lo. Sempre grita "- Isso não é legal!". Ela só se dá bem com Charlotte. Com o passar do tempo, é nítida a maturidade em seu comportamento, chegando a ser bem eficiente ao ajudar Henry e Ray a combater o crime. Em "Irmã Destemida", finalmente descobre que o seu irmão é o Kid Danger.
- Schwoz Schwartz (Michael D. Cohen): É o construtor de tudo que há na Caverna Man, sendo o "mecânico das máquinas". Ele também é inventor, criando sempre invenções para ajudar nas missões do Capitão Man e do Kid Danger. Foi ele quem desenhou e costurou o traje do Capitão Man. É baixinho, esquisito e tem uma aparência peculiar com cabelos bagunçados e roupas fora de moda, tendo também um sotaque alemão por causa de sua descendência. A amizade entre ele e Ray estava abalada, por Schwoz ter roubado a namorada dele no passado, mas Henry convenceu os dois a retomarem a amizade. Ele tem uma irmã chamada Winnie que se parece com um "cavalo". Vive levando broncas de Ray por causa de suas trapalhadas.

### Recorrentes
- Winnie Schwartz (Kevin Allen): É a irmã de Schwoz. É quase um "cavalo", pois relincha, tem dentes e a aparência de um.
- Gooba Gooch (Ducan Bravo): Era o ex-caixa e ex-proprietário da loja Junk N' Stuff (Bugigangas). Sua ocupação de caixa foi passada para Jasper Dunlop e a ocupação de dono da loja foi passada para Ray. Sua vestimenta é indiana, por sua religião.
- Sr. Jake Hart (Jeffrey Nicholas Brown): É o pai de Henry e Piper. Não é muito inteligente. Está sempre a favor de sua filha, Piper.
- Sra. Siren Hart (Kelly Sullivan): É a mãe de Henry e Piper. Ao contrário do marido, ela é bem rígida e responsável. Vive sendo cantada por Ray.
- Oliver Pook (Matthew Zhang): É um garoto oriental, que é muito amigo de Henry e Jasper. Ele estuda na mesma escola que eles. É estranho, peculiar e consegue ser mais bobo que Jasper. Ele também é o melhor amigo de Sidney.
- Sidney Birnbaum (Joe Kaprielian): É o melhor amigo de Oliver. Ele também é meio esquisito, mas tem mais noção que Oliver.
- Crianção (Ben Giroux): É o arquinimigo do Capitão Man, apesar dele ser adulto, ele é um anão que se veste como bebê e até fala como um, mas ele possui uma mente maligna. Ele já tentou destruir várias vezes o Capitão Man, mas ele foi derrotado logo quando ele recebeu a ajuda do Kid Danger. Ele aparentou ter sido destruído em uma piscina de bolinhas com a mamadeira explosiva, mas foi revelado, mais tarde, que ele sobreviveu, e se junta a vários vilões para se vingar do Capitão Man e Kid Danger. Ele sempre fala com voz fina, mas também fala com voz grossa de uma forma grotesca.
- Dr. Horatio T. Minyak (Mike Ostroki): É o principal inimigo do Capitão Man, porque ao contrário dos outros vilões que voltam de vez em quando, como o Crianção, ele sempre volta. Ele é um cientista muito perverso que tentou se livrar de seus inimigos. Ele sempre anda acompanhado com a sua assistente, a Enfermeira Cohort. Ele tentou fazer a Charlotte a se voltar contra o Capitão Man e Kid Danger, mas seus planos sempre falham. Ele esteve presente em vários momentos marcantes da série, como o crossover com Game Shakers.
- Mitch Bliskey (Andrew Caldwell): É um valentão da escola que gosta de tirar ondas com todos, principalmente com o Henry, ele só o chama pelo sobrenome "Hart". Eles já brigaram por causa da Bianca, a garota que Henry adorava. Mitch já cometeu delitos, ao roubar uma loja de doces e acusar o Jasper, que precisou da ajuda do Capitão Man pra provar sua inocência e prender o Mitch.
- Drex Stinklebaum (Tommy Walker): E Um Super Vilão Perigoso De Swellview, Já Foi Assistente Do Capitão Man, Ao longo do tempo, ele desenvolveria um ódio pelo Capitão Man e juraria vingança contra ele e seu novo ajudante, Kid Danger . Ele também ganhou superpoderes por mérito próprio e esperava superar seu mentor como igual, bem como destruir aqueles que se interpunham no caminho de seus objetivos.

## Elenco Secundário
| Personagem    | Ator/Atriz            | Temporadas     | Temporadas     | Temporadas     | Temporadas     | Temporadas     |
| Personagem    | Ator/Atriz            | 1ª (2014–2015) | 2ª (2015–2016) | 3ª (2016–2017) | 4ª (2017–2018) | 5ª (2018–2020) |
| ------------- | --------------------- | -------------- | -------------- | -------------- | -------------- | -------------- |
| Matthew Zhang | Oliver Pook           | Recorrente     | Recorrente     | Recorrente     | Recorrente     | Recorrente     |
| Joe Kaprelian | Sidney Birnbaum       | Recorrente     | Recorrente     | Recorrente     | Recorrente     | Recorrente     |
| Ben Giroux    | Crianção              | Recorrente     | Recorrente     | Recorrente     | Recorrente     | Recorrente     |
| Mike Ostroki  | Dr. Horário T. Minyak | Recorrente     | Recorrente     | Recorrente     | Recorrente     | Recorrente     |

## Dublagem/Dobragem
| Personagem                      | Dublador                                       | Dobrador        |
| Principais                      | Principais                                     | Principais      |
| ------------------------------- | ---------------------------------------------- | --------------- |
| Henry Hart / Kid Danger         | Eduardo Drummond / Leandro Massaferi (canções) | André Raimundo  |
| Ray Manchester / Capitão Man    | Daniel Müller / Raphael Rossatto (canções)     | Michel Simeão   |
| Charlotte Paige                 | Jéssica Vieira                                 | Solange Santos  |
| Jasper Dunlop                   | Hugo Myara                                     | Martim Barbeiro |
| Piper Hart                      | Bia Menezes / Jullie (canções)                 | Ana Vieira      |
| Schwoz Schwartz                 | Jorge Vasconcellos / Marco Ribeiro (canções)   | Simon Frankel   |
| Gooba Gooch                     | Malta Júnior                                   | Rómulo Fragoso  |
| Sr. Jake Hart                   | Hércules Franco                                | Rómulo Fragoso  |
| Sra. Siren Hart                 | Márcia Coutinho                                | Adriana Moniz   |
| Crianção                        | Rodrigo Oliveira                               | Rómulo Fragoso  |
| Dr. Horatio T. Minyak           | Ronaldo Júlio                                  | Simon Frankel   |
| Frankini                        | Wirley Contaifer / Fernando Mendonça           | Sérgio Calvinho |
| Jeff Bilsky / Geau "Goomer" Mer | Léo Rabelo                                     |                 |

## Produção
A série teve uma ordem de produção inicial de 20 episódios em 13 de março de 2014, expandindo depois para 26 episódios. Em 26 de julho de 2014, a série começou a ser exibida com um especial de uma hora como primeiro episódio. O criador da série, Dan Schneider, afirmou no Twitter que um personagem de uma de suas séries anteriores fará uma participação especial na série.Em 18 de novembro de 2014, a série foi renovada para uma segunda temporada. No dia 2 de março de 2016 a série foi renovada para uma terceira temporada. No dia 16 de novembro de 2016, a série foi renovada para uma quarta temporada. Em 19 de março de 2018, Jace indicou em uma entrevista com o Extra que uma série teria sido renovada para uma quinta temporada. Em 27 de julho de 2018, a série foi renovada para uma quinta temporada de 20 episódios. Além disso, Michael D. Cohen foi promovido a elenco principal e Christopher J. Nowak agora é showrunner, enquanto Jake Farrow agora é produtor executivo. Em 3 de dezembro de 2018, foi anunciado que a Nickelodeon havia encomendado 10 episódios adicionais para a quinta temporada, elevando a série para 117 episódios produzidos. No dia 3 de abril de 2019, a Nickelodeon encomendou mais 10 episódios adicionais da série elevando para um total de 127 episódios.

## Episódios
| Temporada | Temporada | Episódios | Exibição Original      | Exibição Original     | Exibição no            | Exibição no            | Exibição em            | Exibição em            |
| Temporada | Temporada | Episódios | Estreia de temporada   | Final de temporada    | Estreia de temporada   | Final de temporada     | Estreia de temporada   | Final de temporada     |
| --------- | --------- | --------- | ---------------------- | --------------------- | ---------------------- | ---------------------- | ---------------------- | ---------------------- |
|           | 1         | 26        | 26 de julho de 2014    | 16 de maio de 2015    | 22 de janeiro de 2015  | 28 de novembro de 2015 | 6 de janeiro de 2015   | 17 de novembro de 2015 |
|           | 2         | 19        | 12 de setembro de 2015 | 17 de julho de 2016   | 8 de fevereiro de 2016 | 19 de dezembro de 2016 | 8 de fevereiro de 2016 | 4 de novembro de 2016  |
|           | 3         | 20        | 17 de setembro de 2016 | 7 de outubro de 2017  | 2 de novembro de 2016  | 2 de fevereiro de 2018 | 6 de fevereiro de 2017 | 17 de novembro de 2017 |
|           | 4         | 22        | 21 de outubro de 2017  | 20 de outubro de 2018 | 23 de março de 2018    | 25 de março de 2019    | 19 de março de 2018    | 14 de janeiro de 2019  |
|           | 5         | 41        | 3 de novembro de 2018  | 21 de março de 2020   | 28 de dezembro de 2018 | 27 de setembro de 2020 | 8 de fevereiro de 2019 | 18 de outubro de 2020  |

## Spin-offs
Em 2 de março de 2017, a Nickelodeon anunciou que a série ganharia um spin-off animado chamado de The Adventures of Kid Danger, uma série derivada que estava em desenvolvimento com uma temporada de 10 episódios. a série estreou em 15 de janeiro de 2018 nos Estados Unidos e estreou em 6 de abril de 2018 no Brasil.
Em 19 de fevereiro de 2020, após o final da série, foi anunciado que estava em desenvolvimento o segundo seriado derivado da série chamado de Danger Force, e que é baseado em um grupo de novos super-heróis que sucederia Henry. No mesmo anúncio, a Nickelodeon anunciou a data de estreia no dia 28 de março de 2020 e que Cooper Barnes e  Michael D. Cohen foram mantidos no elenco interpretando os mesmos personagens. Em adição a isto, quatro novos integrantes do elenco foram escalados para novos personagens, Havan Flores como Chapa, Terrence Little Gardenhigh como Miles, Dana Heath como Mika e Luca Luhan como Bose. Um dos roteiristas da série original, Christopher J. Nowak, criou e desenvolveu o spin-off que continuou com o envolvimento de Jace Norman, só que agora como um dos produtores, ao lado de Barnes enquanto que Omar Camacho foi mantido como produtor executivo.